# Kolegiata Wniebowzięcia Najświętszej Maryi Panny w Kłodzku

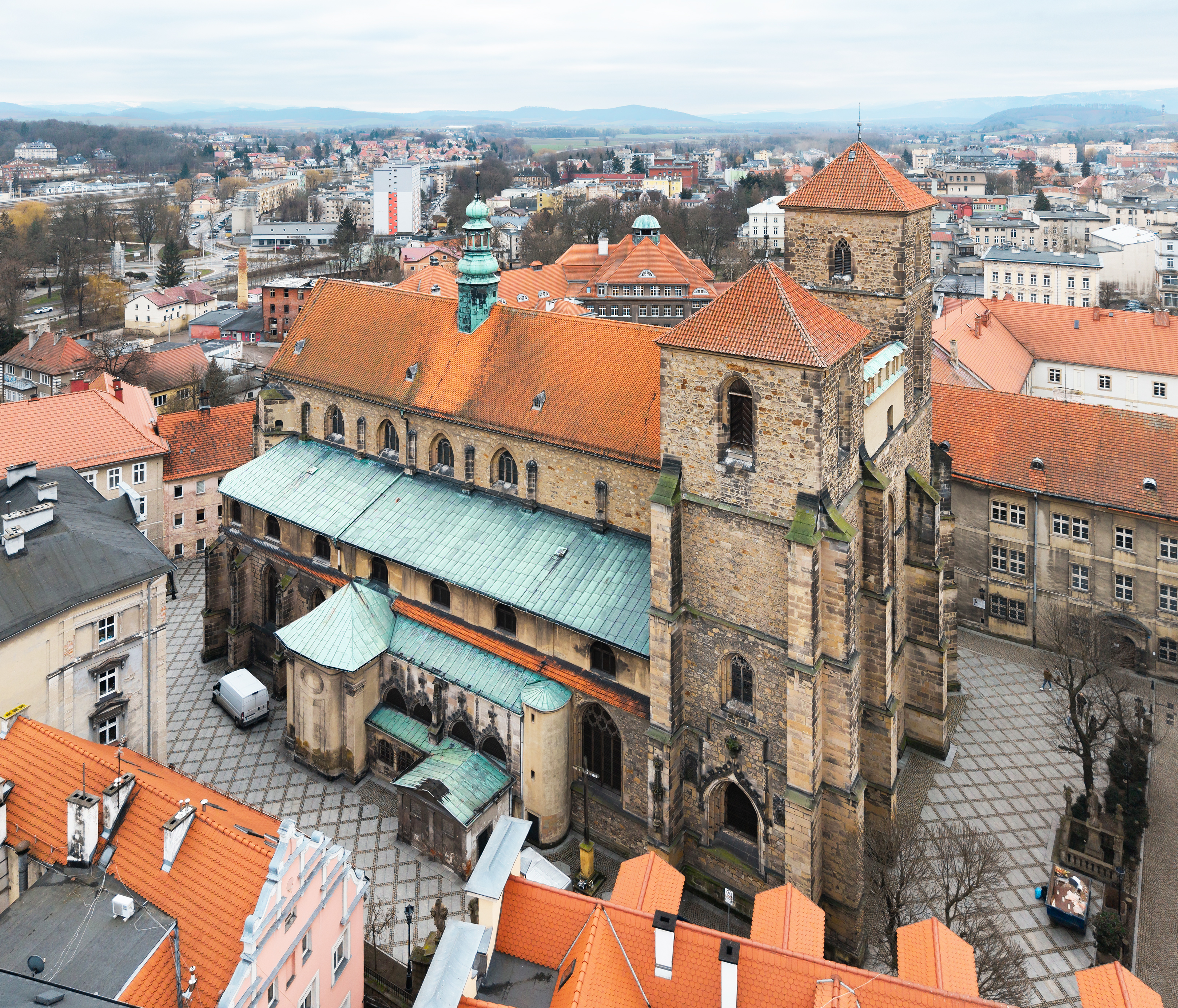
Kościół od północy

Kościół Wniebowzięcia Najświętszej Maryi Panny w Kłodzku – rzymskokatolicki kościół farny położony na Starym Mieście w Kłodzku. Pierwotna budowla miała tu istnieć w 1194 roku, zaś obecna zbudowana w stylu gotyckim powstawała od połowy XV wieku, a prace przy jej wykończeniu trwały jeszcze z przerwami do połowy XVI stulecia. Inicjatorem budowy obecnej świątyni był pierwszy arcybiskup metropolita praski Arnoszt z Pardubic, który ustanowił tę świątynię wotum za uzyskanie przez Czechy – metropolii kościelnej i usamodzielnienie się od obcych struktur kościelnych. Kościół w 2003 roku był typowany do pozostania katedrą lub konkatedrą nowej diecezji sudeckiej (świdnickiej). 15 sierpnia 2016 świątynię podniesiono do rangi i godności kolegiaty, przy której ustanowiona została trzecia w diecezji świdnickiej kapituła kolegiacka. Jest to po kilku wiekach restytucja kapituły kłodzkiej, pierwotnie założonej przez kanoników regularnych św. Augustyna.

## Położenie
Kościół, stanowiący najwspanialszy zabytek sakralny Kłodzka znajduje się w samym centrum miasta, na starówce, na środku placu Kościelnego, który stanowi lekkie wzniesienie w kształcie cypla. Dawniej świątynia otoczona była murem cmentarnym, którego pozostałością jest północna brama, zwana „Czarną Bramą”. Z kolei cmentarz w tym miejscu został zlikwidowany po 1624 roku, kiedy obiekt przejęli jezuici.
Oś kościoła skręcona jest o 41° ku południowi względem kierunku zachód-wschód. Tak silne odchylenie od tradycyjnej orientacji spowodowane było bardzo wyraźnym obniżeniem terenu w północno-wschodniej części placu. Wymiary budowli są znaczne. Całkowita długość wraz z przyporami wynosi 61,65 m, zaś jego szerokość (z przedsionkiem i kaplicami) – 44,50 m. Długość nawy głównej w świetle wynosi 53,65 m, szerokość w świetle – 22,40 m.

## Historia

### Początki świątyni
Pierwotny obiekt sakralny wzmiankowany był w 1183 roku. W 1194 roku joannici otrzymali od księcia czeskiego i biskupa praskiego Henryka Przemyślidy funkcje parafialne dla ludności zamieszkałej na podgrodziu wraz z kaplica pod wezwaniem Najświętszej Maryi Panny. Mieli oni następnie rozpocząć budowę kościoła, o którym wiemy wyłącznie, że w 1319 roku posiadał aż dziewięć ołtarzy, przez co był budowlą o dosyć pokaźnych rozmiarach, wybudowaną z drewna.
Kamień węgielny pod budowę obecnego kościoła mieli położyć joannici w 1344 roku z inicjatywy arcybiskupa Arnoszta z Pardubic, co wiązało się z wizjami, jakich miał doznać w czasach młodości w Kłodzku, gdzie dorastał. Jak napisał jeden ze współczesnych biografów arcybiskupa Frantiśek Śebek:

Mały Arnoszt chodził tu do szkoły przyklasztornej joannitów i w kościele parafialnym NMP przeżył widzenie, które naznaczyło go na całe życie. Jak sam wyznał po latach pewnego razu, kiedy po nieszporach został chwilę w kościele, zobaczył na znajdującym się na ołtarzu obrazie NMP z Jezusem na łonie, jak NMP odwróciła się od niego plecami. Po chwili, kiedy widzenie minęło, ze strachu uświadomił sobie, że to jest boże ostrzeżenie przed skutkami lekkomyślnego życia. To przeżycie spowodowało u niego głęboką przemianę moralną. Z Kłodzkiem czuł później przez całe życie silną więź (...) Kościół NMP w Kłodzku na długo przed śmiercią Arnoszt wybrał na miejsce swojego ostatniego spoczynku i kazał tu wykonać swój nagrobek.

Arcybiskup umierając zapisał w swoim testamencie z 1364 roku poważne sumy na cele dalszej budowy. Według niektórych uczonych rozpoczęto budowę od zachodu, co było dosyć ciekawym posunięciem. Prace planowano rozpocząć w 2. połowie XIV wieku, jednak zamiary te zaczęto realizować dopiero na początku XV wieku. Zbudowano wtedy wschodnią część świątyni (prezbiterium), kaplicę św. Zygmunta i mury kaplicy św. Anny (obecna Kaplica Zmarłych).

### Rozbudowa i barokizacja

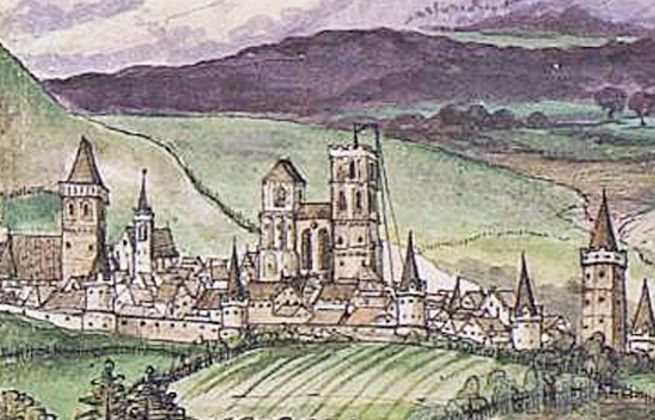
Kościół w 1536 roku

Wojny husyckie zahamowały dalszą budowę kościoła na kilkanaście lat, którą wznowiono dopiero po 1458 roku. Do 1468 roku gotowa już została główna nawa oraz wieża południowa, zwana Białą, na której murach (narożnik południowo-wschodni wieżyczki schodowej) znajduje się znak krzyża maltańskiego i data 1465. Prawdopodobnie wtedy miało miejsce wznowienie prac budowlanych po kolejnej przerwie. Budowę wieży północnej, zwanej Czarną, rozpoczęto w 1487 roku. Wysokością nie dorównywała wieży południowej, a jej budowę doprowadzono do poziomu przedostatniego gzymsu sąsiedniej, a zakończono ją przypuszczalnie ok. 1522 roku. 

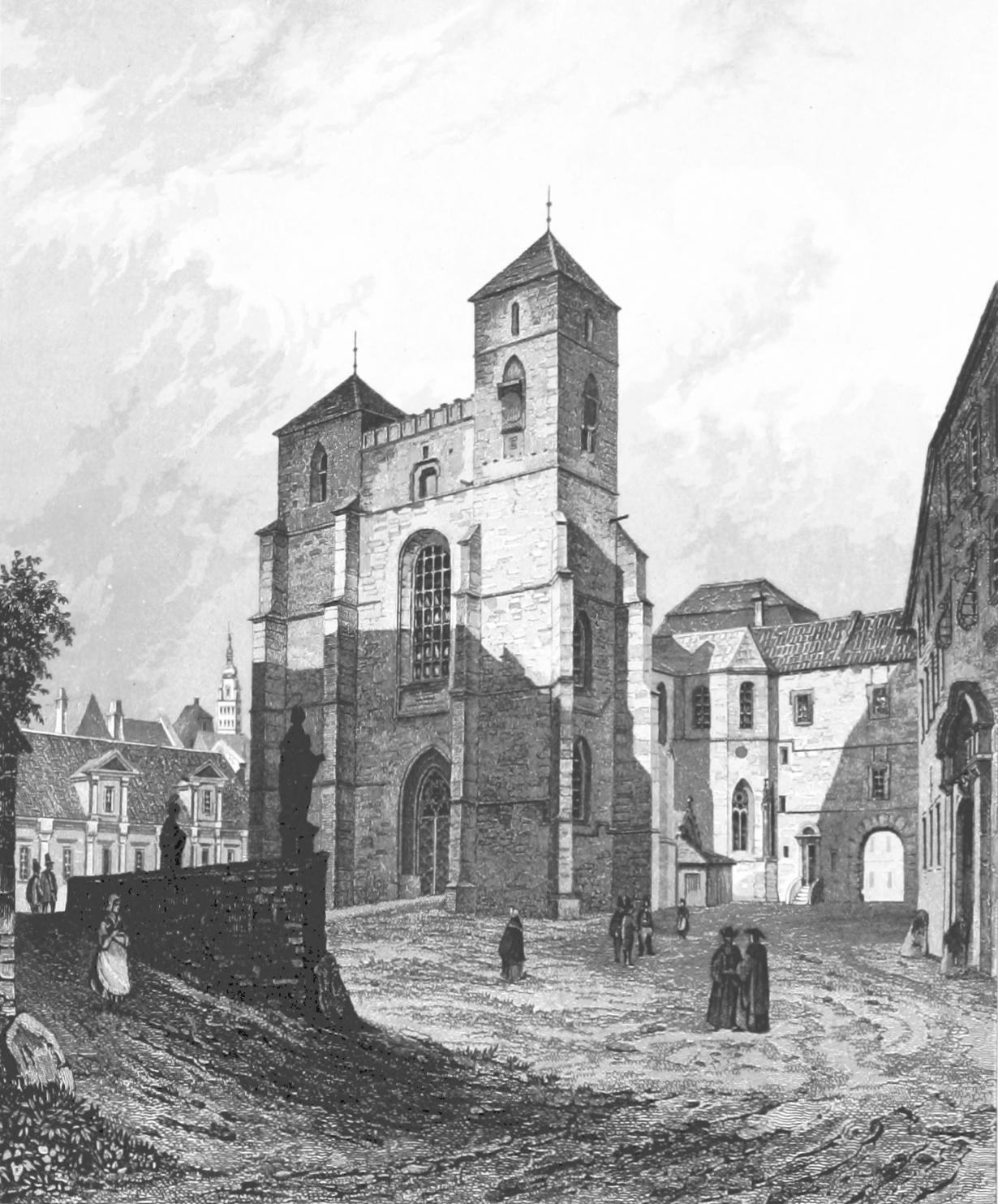
Kościół w 1850 roku

Wcześniej, bo w 1482 roku zakończono budowę Ogrójca przy portalu północnym, a w 1490 roku – naw bocznych. Kaplica św. Jakuba powstawała w latach 1500–1501. Pół wieku później pokryto nawę główną sklepieniem murowanym. Do tego czasu istniał drewniany strop.
W okresie reformacji mimo zamieszek i waśni budowę kontynuowano. W latach 1562–1591 kościół znajdował się w rękach protestantów, chociaż joannici zachowali dla katolickich nabożeństw nawę południową oraz kaplicę św. Jakuba. Świątynia uległa uszkodzeniu podczas wojny trzydziestoletniej.
Odbudowę i jednocześnie modernizację obiektu w stylu barokowym prowadzili jezuici, którzy przejęli Kościół w 1624 roku. Wykonano wtedy między innymi nową posadzkę, nadbudowano empory, podwyższono nawy boczne, gotyckie sklepienia ozdobiono sztukaterią, a w miejsce kaplicy św. Anny powstała Kaplica Zmarłych. W tym czasie powstały też ambona i konfesjonały – dzieła rzeźbiarza Michała Klahra. W latach 1727–1729 wzniesiono obecny ołtarz główny.
W 1776 roku opiekę nad świątynią po kasacie zakonu jezuitów przejął Królewsko-Pruski Zarząd Szkół, a kościół zaczął częściowo podupadać. Restytucja zakonu miała miejsce w 1814 roku. Do kościoła kłodzkiego wrócili jezuici, którzy pozostają tu do dziś. W późniejszych okresach zabytek był kilkakrotnie odnawiany, między innymi w latach 1836–1841, 1929–1931 i 1932–1937.

## Architektura
Kościół jest przykładem okazałej kamiennej późnogotyckiej budowli sakralnej o cechach wyraźnie nawiązujących do praskiego gotyku. Świątynia jest trójnawową bazyliką z emporami o siedmiu przęsłach i trzech apsydach zakończonych półośmiobocznie, silnie oszkarpowanych. Brakuje w nim transeptu. Do korpusu przylegają od północy: hala czteroprzęsłowa z Ogrójcem, a przed nią przedsionek, zaś obok cylindryczna klatka schodowa, wiodąca na emporę północną. Na wschód od Ogrójca znajduje się kaplica żałobna. Od południa przylegają: przedsionek, kaplica św. Jakuba, schody na emporę południową i do galerii łączącej świątynię z dawną komturią oraz zakrystia z przedsionkiem.
Wejście główne nie znajduje się na osi nawy, ale przesunięte jest w prawo, w kierunku południowym. Portal późnogotycki o ościeżach rozczłonkowanych, przenikającymi się w kluczu laskami o profilu gruszkowym, które opierają się na kręconych cokołach ze śmigą. Znacznie ciekawszy jest portal południowy z ok. 1462 roku z gzymsem wstęgowym tworzącym tympanon. Znajduje się tu rzeźba przedstawiająca veraicon – chustę z wizerunkiem Chrystusa, trzymaną przez św. Weronikę i dwóch aniołów.
Okna naw bocznych i bocznych są bogato profilowane w ościeżach. Pierwsze z nich posiadają maswerki typowe dla gotyku. Okna nawy głównej zostały skrócone poprzez nadbudowane empory. Wystrój wnętrza utrzymany jest głównie w stylu barokowym.

### Nawa główna

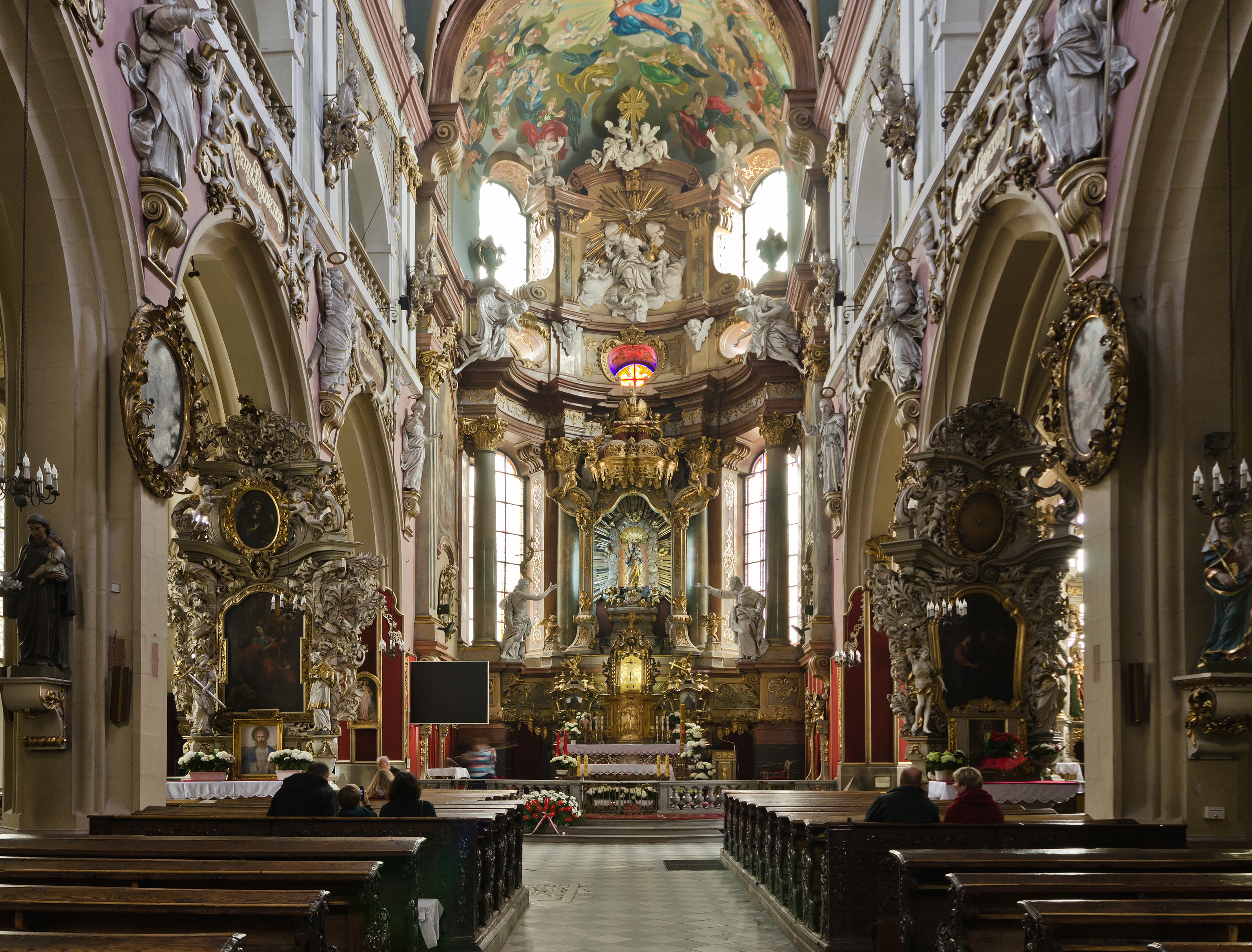
Nawa główna

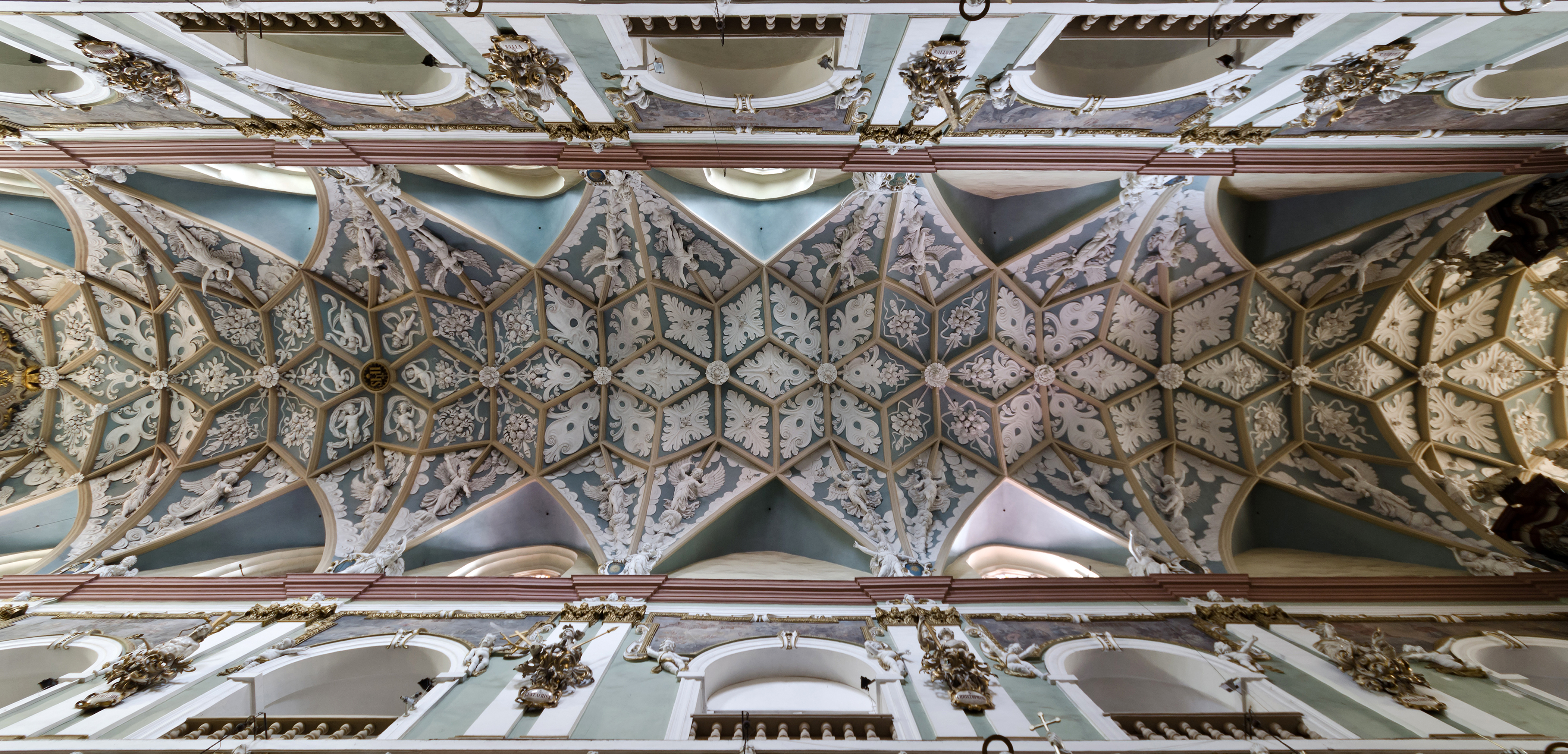
Sklepienie nawy głównej

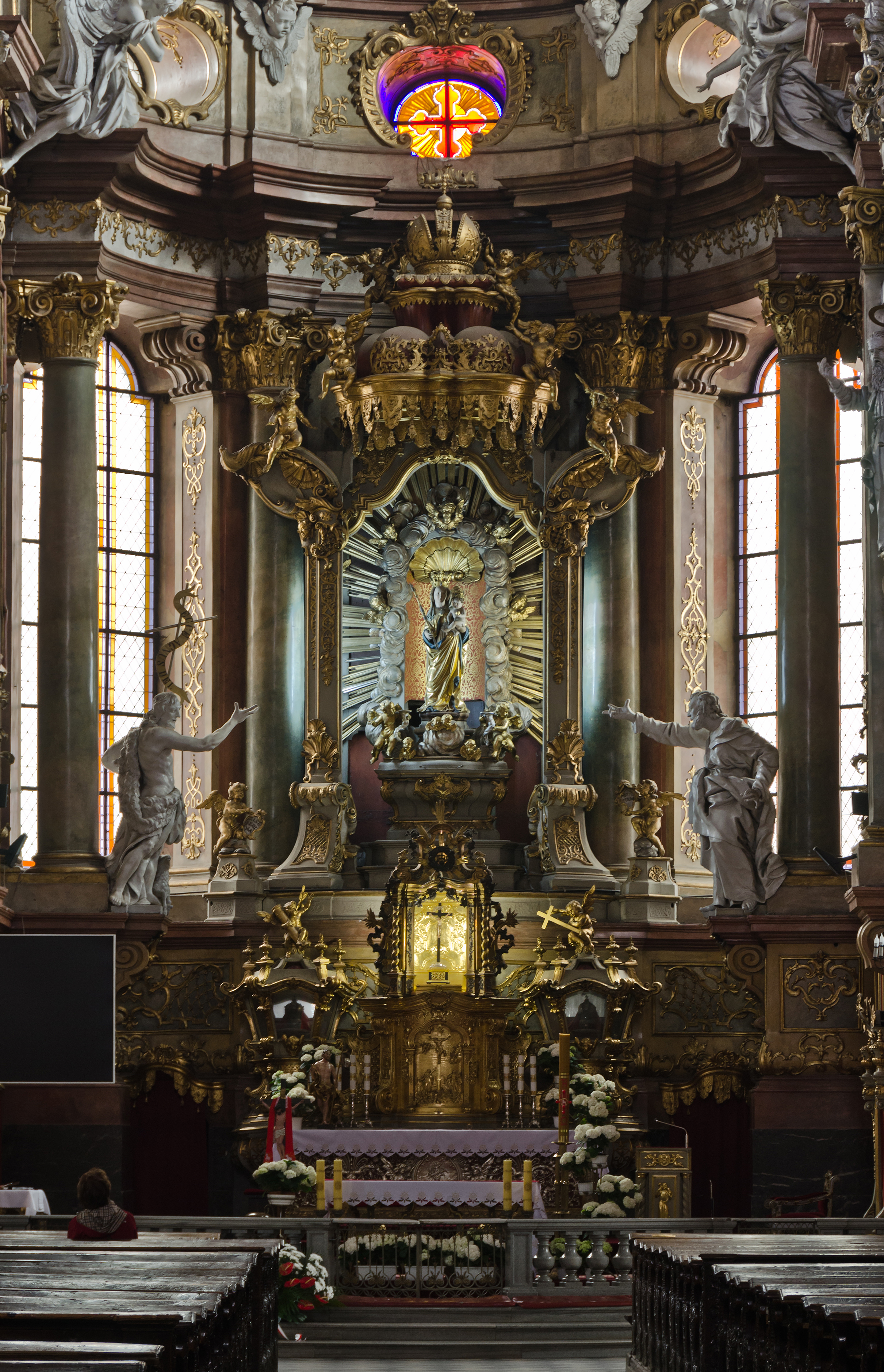
Ołtarz główny

Sklepienie nawy głównej jest siatkowe. W prezbiterium dawne sklepienie siatkowe zastąpiono kolebkowym przechodzącym w półkopułę. Zdobienia autorstwa Geronima Fatchone i Andrei Carove nie zniekształciły jego gotyckich cech, ale nawet je uwypukliły. Wypełniły one pola sklepienia symetrycznymi motywami ornamentalnymi z lat 1660–1670. Wystrój i wyposażenie wnętrza jest gotycko-barokowe. Najwyższą kondygnację nawy głównej zdobią barokowe gzymsy i pilastry. Między otworami empor znajdują się popiersia 14 patronów Kłodzka autorstwa F. K. Veita, a nad nimi malowidła wykonane przez Karola Dankwarta, tworzącego w Nysie, ilustrujące hymn Salve Regina (1693). Na filarach w bogatych owalnych ramach widnieją obrazy pierwszych świętych zakonu jezuitów, w tym między innymi Polaków: Stanisława Kostki i Melchiora Grodzieckiego, które zostały umieszczone w nawie głównej ok. 1694 roku. Między przęsłami stoją stiukowe figury 12 apostołów (1680).

#### Prezbiterium
Prezbiterium należące do najstarszych części kościoła posiada wystrój późnobarokowy z lat 1727–1729. Z tego samego okresu pochodzi ołtarz główny autorstwa, pracującego we Wrocławiu, jezuity Christophera Tauscha, który w pomysłowy sposób wkomponował go w gotyckie prezbiterium. W ołtarzu pod baldachimem stoi bogato zdobiona symbolami ewangelistów i rzeźbami aniołów gotycka, rzeźbiona w drewnie cedrowym figura „Kłodzkiej Madonny” z połowy XV wieku. Nad baldachimem jest attyka z wolimi oczami i Panem Bogiem w szczycie. Po obu stronach ołtarza usytuowane są rzeźby: św. Jana Chrzciciela (z lewej) i św. Piotra (z prawej). Cały wystrój rzeźbiarski wyszedł spod ręki J. A. Siegwitza, zaś kamienne balaski wykonano w 1696 roku.

#### Ołtarze boczne
Przy filarach naw bocznych znajduje się 5 ołtarzy bocznych:
- Ołtarz św. Barbary
- Ołtarz Nawiedzenia
- Ołtarz św. Anny Samotrzeciej
- Ołtarz św. Alojzego Gonzagi
- Ołtarz Wniebowzięcia NMP

#### Pomnik arcybiskupa Arnoszta
Pod pierwszym filarem północnym, licząc od prezbiterium, wnosi się biały marmurowy pomnik klęczącego arcybiskupa Arnoszta, wykonany przez niemieckiego rzeźbiarza Johanna Jandę z 1864 roku, wykonany na obchody 500-lecia śmierci fundatora. Zastąpił on pierwotny nagrobek, który został przesunięty do nawy bocznej. Został on ustawiony na obecnym miejscu w 1964 roku. Tam, gdzie znajdował się pierwotnie nagrobek, umieszczono epitafium w języku polskim.

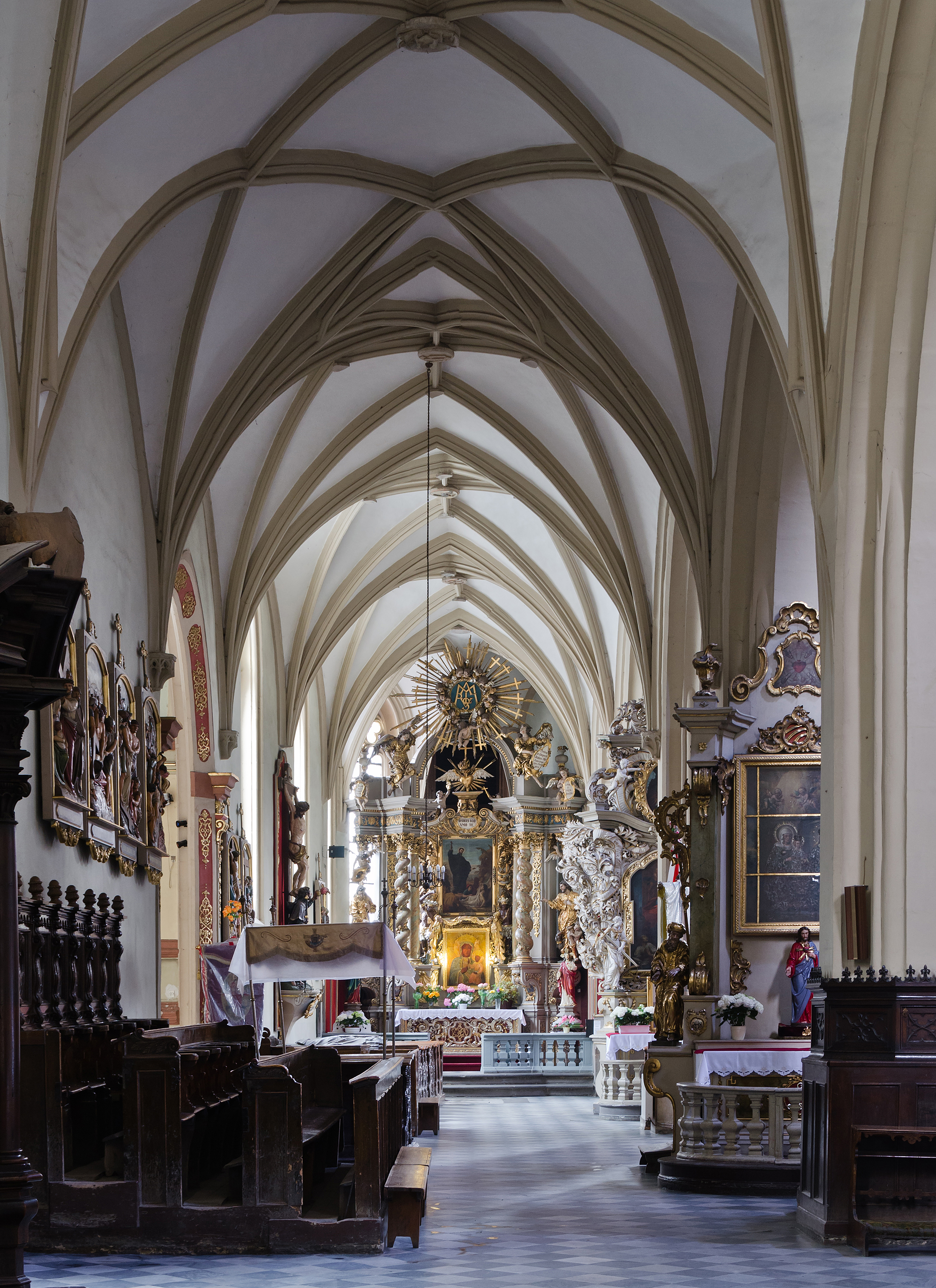
Nawa boczna północna

### Nawa boczna północna
Przestrzeń nawy bocznej zakryta jest sklepieniem krzyżowo-żebrowym. Cały ciąg nawy wieńczy ołtarz św. Franciszka Ksawerego – patrona Kłodzka. Został wykonany w 1739 roku przez czeskiego artystę J.F. Pacáka, w miejsce wcześniejszego ołtarza Michała Klahra, po którym zostały tylko figury aniołów. W centralnej części ołtarza, w bardzo ozdobnej ramie jest obraz przedstawiający patrona miasta, namalowany przez kłodzkiego malarza historycznego, Hieronima Richtera z XIX wieku. Obraz podtrzymują postaci dwóch Indian. Po obu stronach znajdują się figury św. Rocha i Karola Boromeusza. Całość wieńczy monogram maryjny w obramieniu z główek puttów w glorii. Po obu stronach widnieją postaci aniołów z kartuszami, a w części centralnej łaciński napis: O! Deus Ego Amo Te (O Boże, kocham Cię). Na obu konsolach dźwigających kręcone kolumny są interesujące obrazki przedstawiające sceny z życia Franciszka Ksawerego autorstwa nieznanego barokowego malarza.
Pod posadzką na wysokości pierwszego filara licząc od prezbiterium znajduje się krypta dla zmarłych książąt ziębickich, wykopana w 1558 roku, kiedy to ich prochy zostały przeniesione z kościoła bernardynów.

#### Kaplica Zmarłych

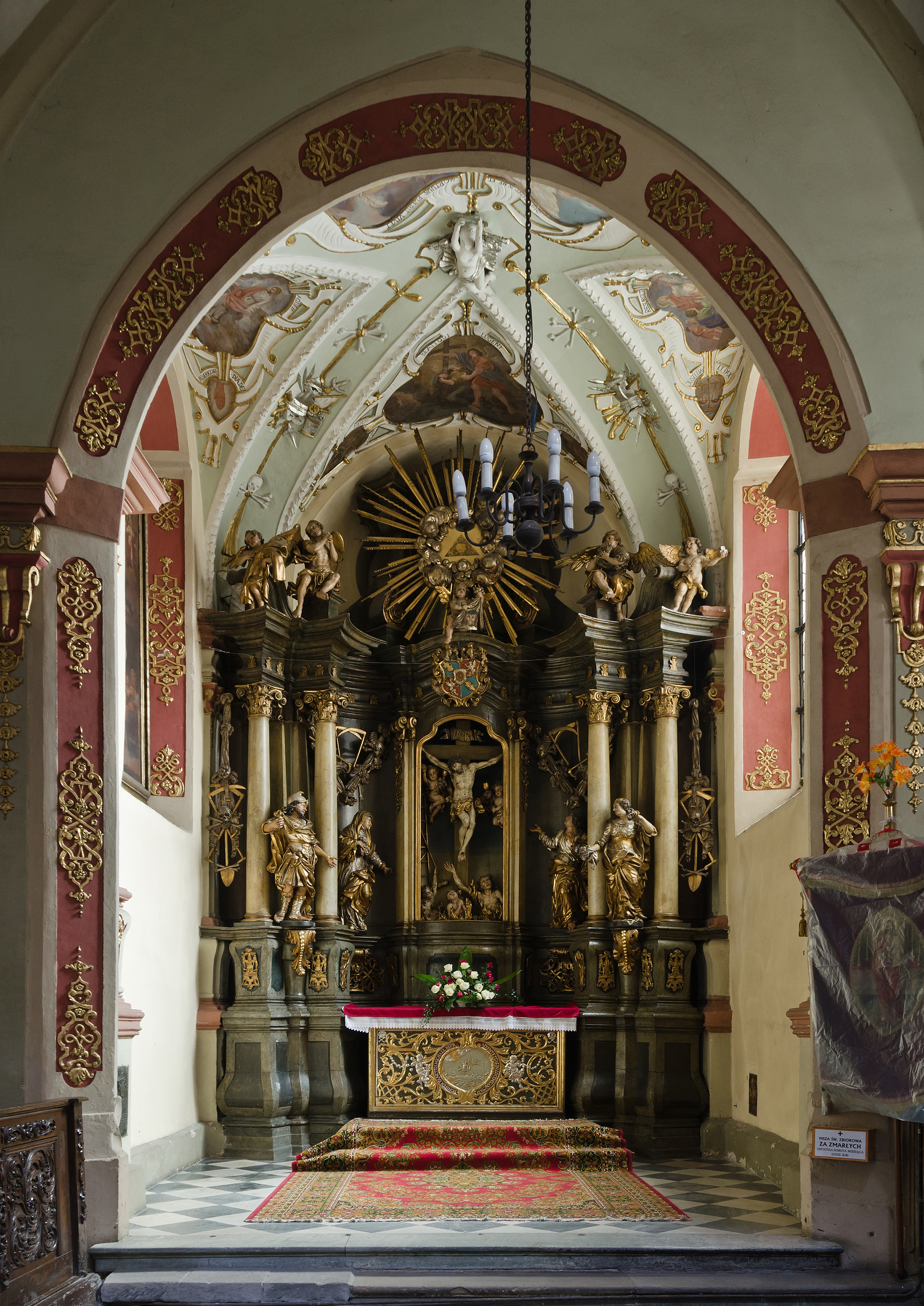
Kaplica Zmarłych

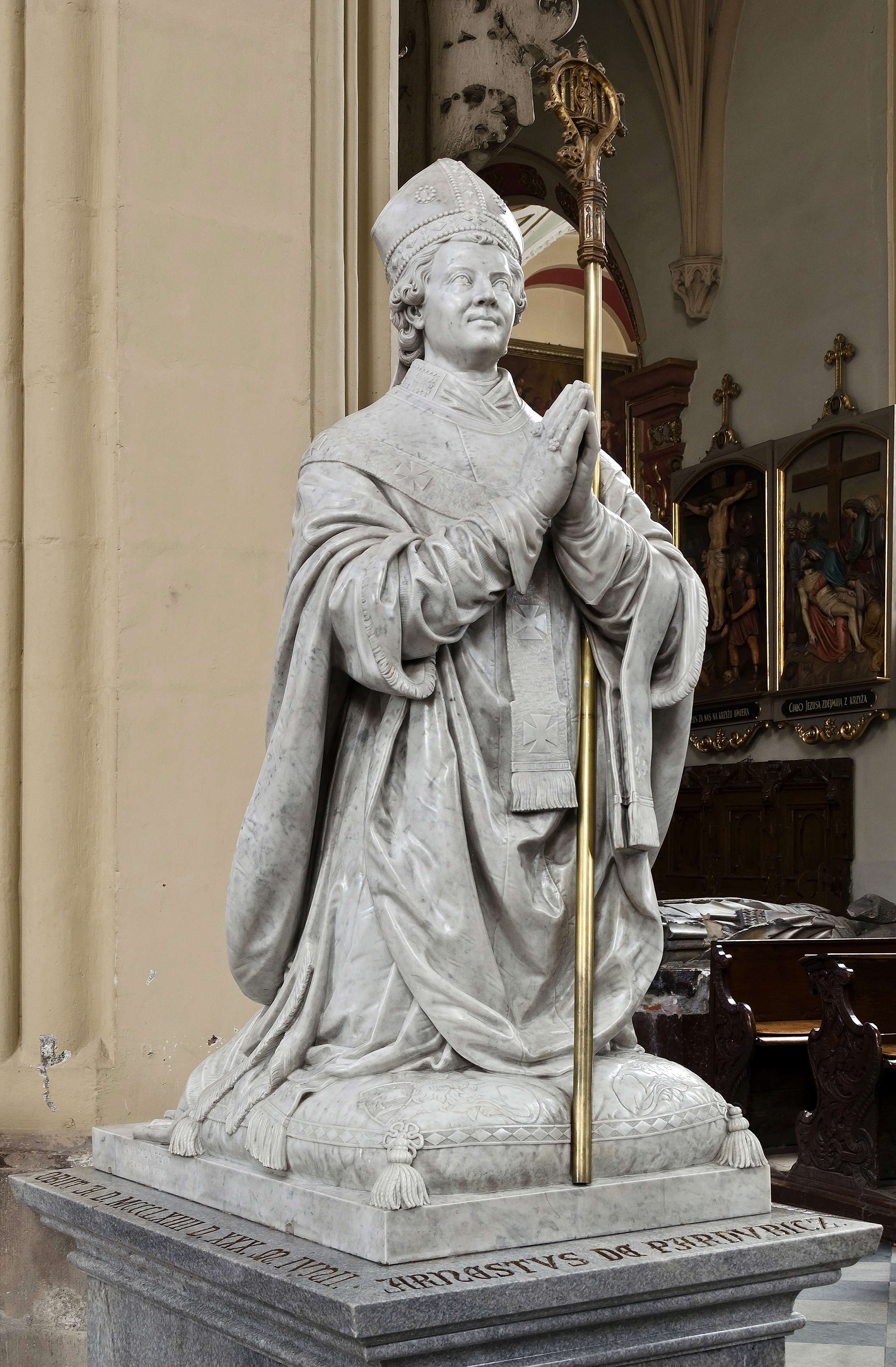
Pomnik Arnoszta z Pardubic

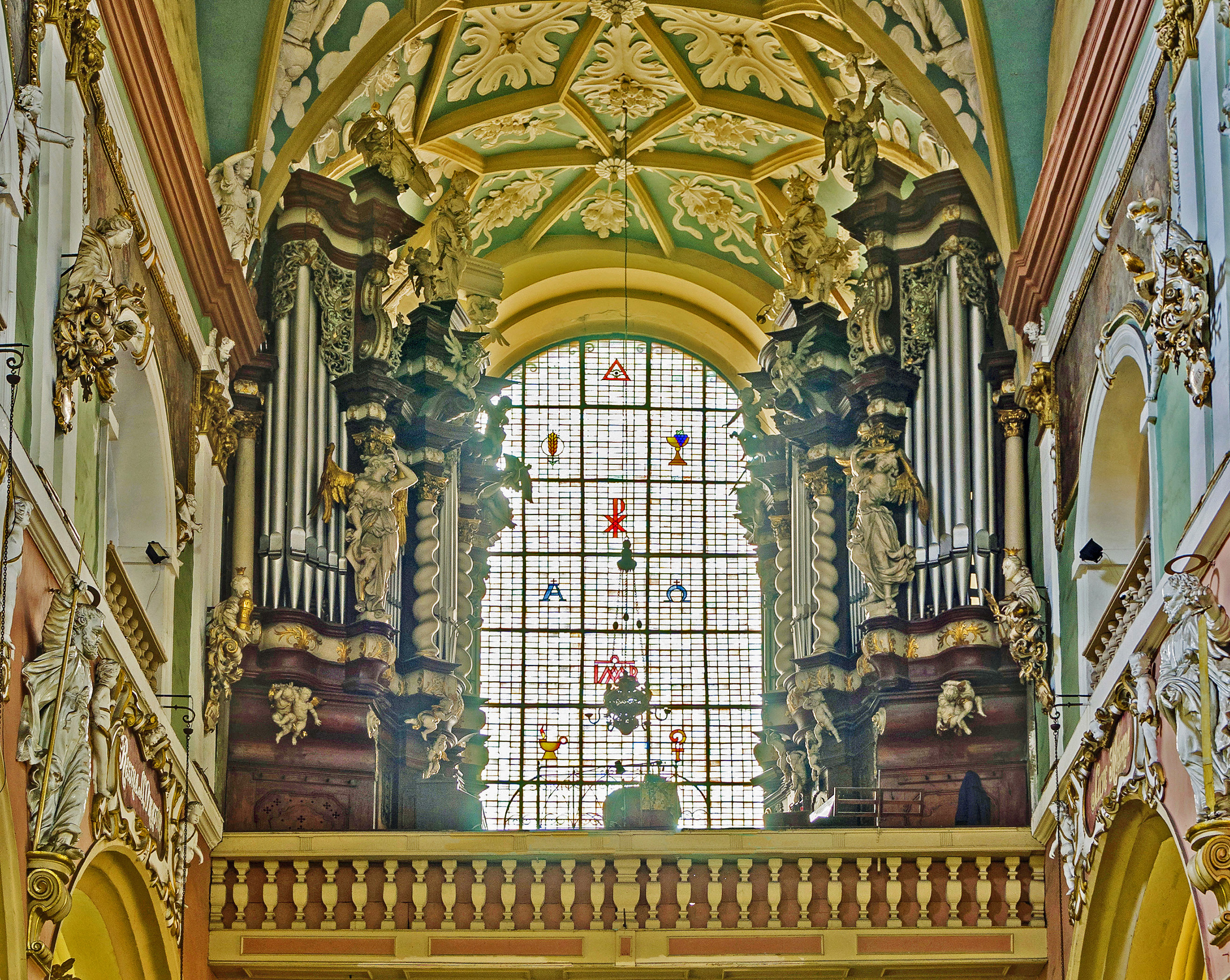
Organy

Kaplica żałobna powstała w 1683 roku w miejsce skasowanej poprzednio kaplicy św. Anny z inicjatywy hrabiego Montaniego z Ołdrzychowic Kłodzkich, którego krypta rodzinna znajduje się przed nią. Jest ona utrzymana w schyłkowym baroku niemieckim. Została zmodernizowana w połowie XVIII wieku.

#### Ogrójec
Kaplica powstała w 1520 roku. Zawiera niezwykle interesującą renesansową rzeźbę Judasza Iskarioty i Dwunastu Siepaczy. Z kolei naprzeciw znajduje się inna grupa rzeźb przedstawiająca modlącego się Chrystusa w towarzystwie trzech śpiących apostołów. Całość łączy w sobie średniowieczną konwencję z renesansową dydaktyką. Dawniej tędy prowadziło główne wejście do kościoła od strony miasta.

#### Chrzcielnica
W części zachodniej północnej nawy umiejscowiona jest późnogotycka chrzcielnica wykonana z piaskowca, która osłonięta jest kratą. Jest to dosyć surowo obrobiony, ośmiogranny blok, nieco zagłębiony w obecnej posadzce, wykonany z piaskowca w 1517 roku. Jej fundatorem był hrabia kłodzki Ulrich von Hardeck. Na chrzcielnicy widnieją, oprócz jego herbu, następujące symbole: krzyż maltański i lew luksemburski.

#### Nagrobek Arnoszta z Pardubic
Przy drugim przęśle północnej nawy bocznej, licząc od ołtarza głównego, umiejscowiony jest pierwotny nagrobek fundatora kościoła farnego. Powstał on u schyłku XIV wieku. Składa się marmurowej tumby z czerwonego marmuru i leżącej na niej rzeźby przedstawiającej arcybiskupa, wykonanej z białego wapienia. Z nagrobkiem wiąże się legenda o jego rozpadzie bez udziału rąk ludzkich, który został przepowiedziany przez samego arcybiskupa i co nastąpiło sto lat po jego śmierci.

## Organy
Pierwsze organy w tym kościele datuje się na rok 1512. W 1726 roku Anton Streit wybudował kolejny instrument. Obecne organy wybudowała świdnicka firma Schlag & Söhne w XIX wieku. Pierwotnie były wyposażone w trakturę pneumatyczną. W 1979 roku zostały przebudowane przez firmę Braci Broszko. Zyskały wówczas nowy kontuar i ich traktura została zmieniona na elektro-pneumatyczną.
Prospekt organów jest to typowy dla kościołów jezuickich schemat architektoniczny „anielskiej orkiestry”, wśród której wyróżnia się postać króla Dawida i św. Cecylii.

## Dzwony
Na dwóch wieżach: wyższej – zwanej Białą oraz niższej – zwaną Czarną wisi pięć dzwonów. Przed II wojną światową było ich najprawdopodobniej 8. Na Wieży Białej znajdują się 4 dzwony – 3 gotyckie i 1 renesansowy, natomiast największy z 1499 roku wisi w Wieży Czarnej. Wszystkie ozdobione są napisami, postaciami i herbami. Dzwony są w złym stanie i od wielu lat milczą.
|   | Nazwa            | Waga     | Ton     | Średnica    | Rok odlania   | Ludwisarz                         |
| - | ---------------- | -------- | ------- | ----------- | ------------- | --------------------------------- |
| 5 | Dzwon południowy | ~750 kg  | gis (+) | 106,5 cm    | 1498          | brak danych                       |
| 4 | Dzwon dusz       | ~820 kg  | gis (-) | 110 cm      | 1492          | Andreas Praczelli                 |
| 3 | Dzwon wieczorny  | ~1300 kg | fis’    | 129 cm      | 1597          | brak danych                       |
| 2 | Dzwon średni     | ~2000 kg | e’      | brak danych | 1459 lub 1419 | brak danych                       |
| 1 | brak             | ~5000 kg | h0      | 194 cm      | 1499          | Hieronim i Sebastian Haubik, Brno |

## Kapituła Kolegiacka
Prepozytem jest ks. kanonik Julian Rafałko, dziekanem kapituły ks. kanonik Stanisław Kasztelan.